# Вестердіпстердаллен
Вестердіпстердаллен (нід. Westerdiepsterdallen) — селище в нідерландській провінції Гронінген. Входить до муніципалітету Вендам.

## Історія
Вестердіпстердаллен являє собою сільськогосподарську громаду, яка налічувала лише три ферми, одну з яких 1956 року було знищено внаслідок пожежі.
Із двох помешкань, що лишилися, протягом тривалого часу зайнятим було лише одне, в якому мешкала лише одна особа. Це дозволило селищу потрапити 1984 року до Книги рекордів Гіннеса як населеному пункту із найменшим населенням. Згодом його населення зросло до п'яти осіб.
Населення зросло до п'яти осіб, і сьогодні має таку ж кількість населення, як і Бризанддейк. Вестердіпстердален не є статистичною одиницею і вважається частиною Вільдерванку. Бризанддейк є статистичною одиницею з власним поштовим індексом.